# Schizaphis caricicola
Schizaphis caricicola är en insektsart. Schizaphis caricicola ingår i släktet Schizaphis och familjen långrörsbladlöss. Inga underarter finns listade i Catalogue of Life.